# 圣母往见堂
圣母往见堂是以色列隐基林（Ein Kerem）的一座教堂，纪念圣母玛利亚（馬利亞）对洗者若瀚（施洗约翰）的母亲伊撒伯爾（以利沙伯）的探望。传统认为这是伊撒伯爾朗诵的赞美之歌圣母經前半段的地点。这座教堂装饰着世界上多种语言的圣母經。

## 历史
传统认为这座教堂由君士坦丁一世的母亲圣海伦纳太后兴建，她确定此处就是洗者若瀚的父親匝加利亞（撒迦利亚）的住处，也是匝加利亞和伊撒伯爾躲避黑落德王（希律王）士兵的地点。
后来，基督教十字军在古代废墟的遗址上建起了两层教堂。十字军离开圣地后，这座教堂落入穆斯林之手，逐渐荒废。
一个古代的水池，根据传统，是匝加利亞和伊撒伯爾喝水的地方，旁边的石头据说是他们躲避黑落德的士兵的地方。教堂上层供奉玛利亚，墙壁上装饰纪念她的绘画。圣母經经文刻在教堂的柱子上，对面墙上有42片陶瓷牌匾，写着42种不同语言的《谢主曲》，其中中文版由吴经熊翻译，施安堂神父以篆体刻成。教堂的立面是一个纪念这次探望的惊人的马赛克镶嵌画。

## 设计与施工
1679年，方济各会购买了这座建筑，但是直到1862年才开始重建教堂的下层，教堂的上层设计和始建于1938年，由意大利建筑师安东尼·巴卢齐完成于1955年。教堂内部的意大利式壁画描绘这次探望，伊撒伯爾隐藏她的儿子洗者若瀚，匝加利亞在圣殿的祭坛旁。还保存有古代教堂的遗迹和美丽的马赛克。建筑师巴卢齐在20世纪上半叶的耶路撒冷还兴建了其他一些宗教建筑，例如橄榄山的主哭耶京堂、客西马尼园的万国教堂，和苦路上的鞭笞堂。伯達尼的圣拉匝祿堂是巴卢齐的另一个作品。这座教堂目前由方济各会管理。

## 图片

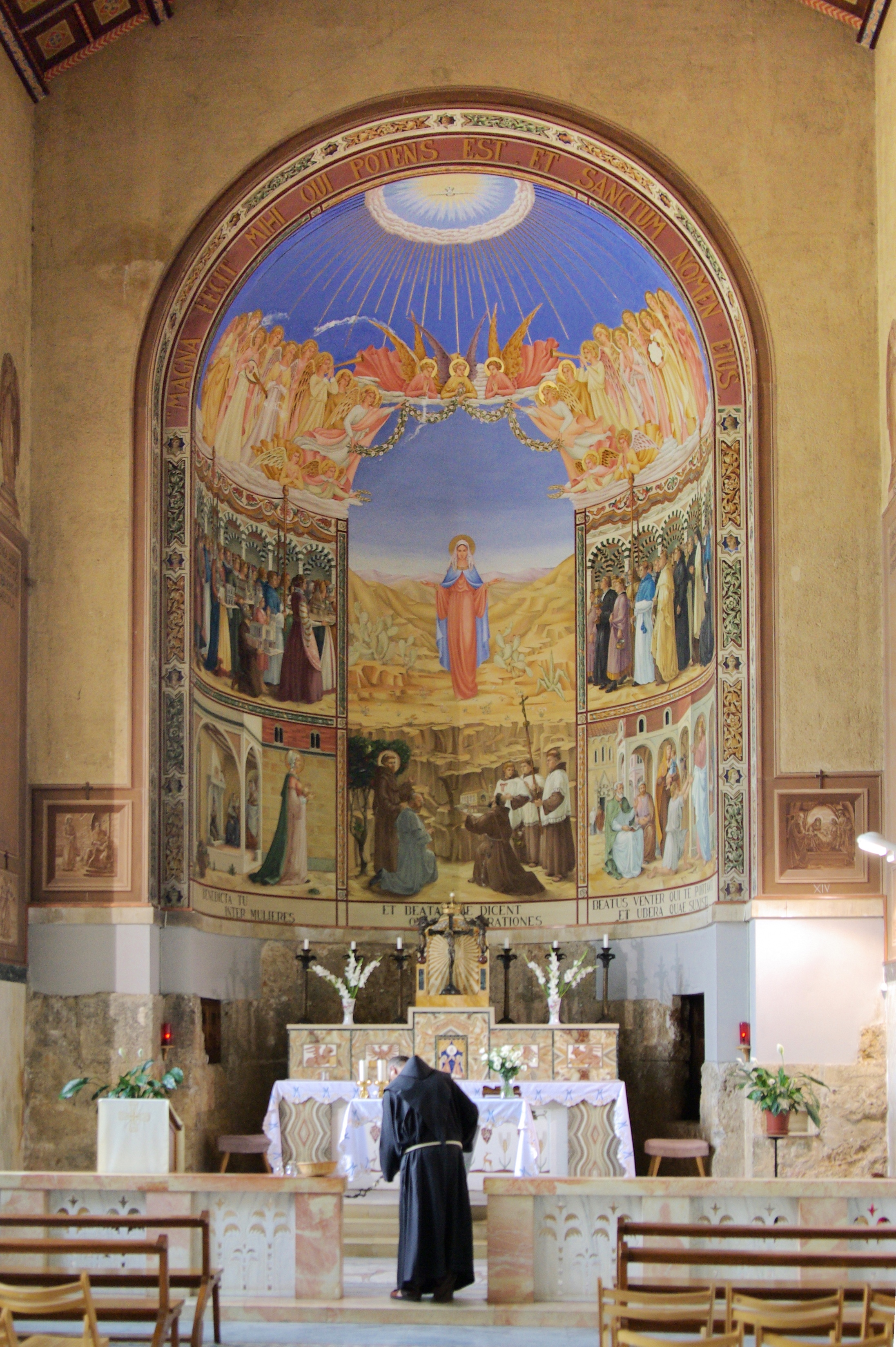
祭台
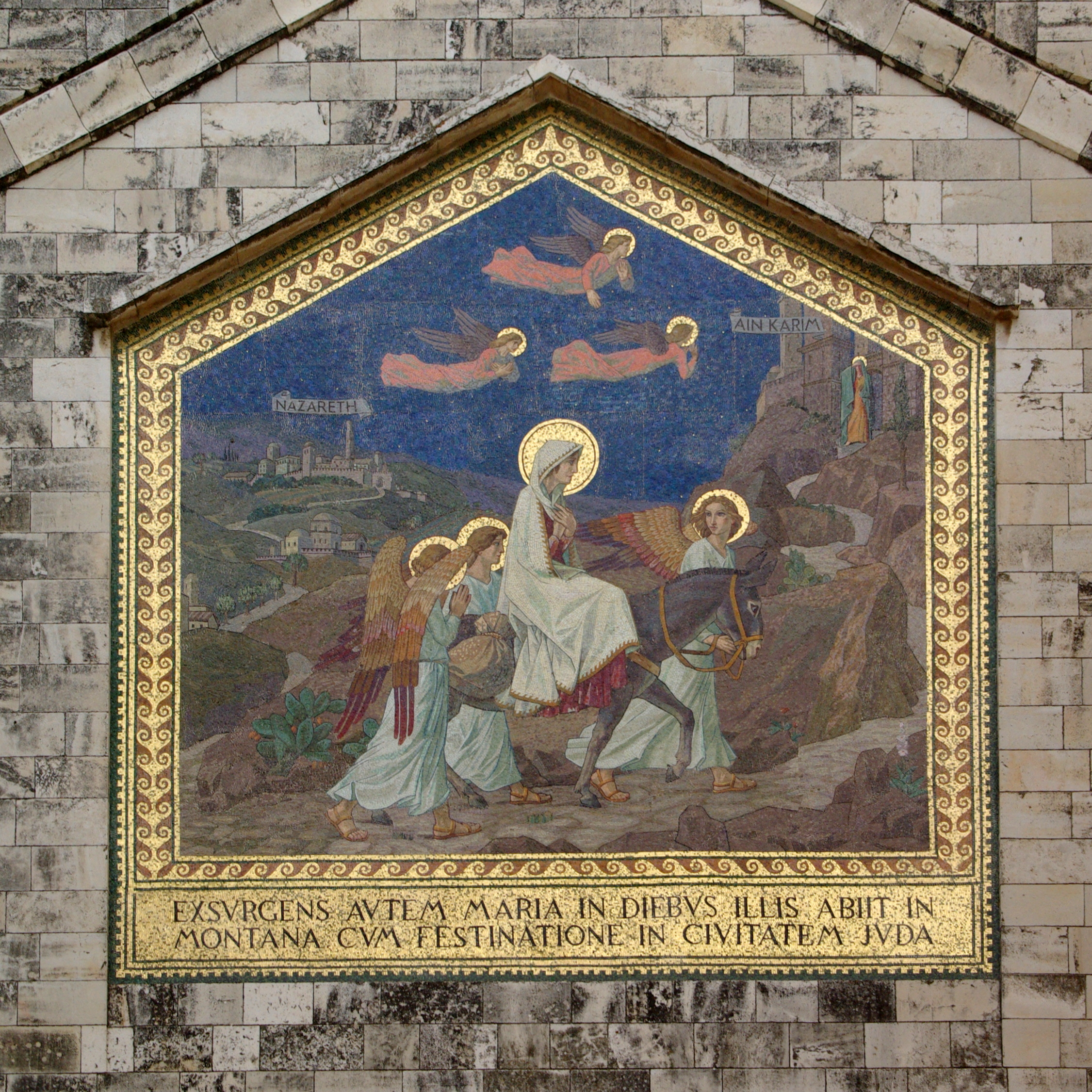
立面的镶嵌画
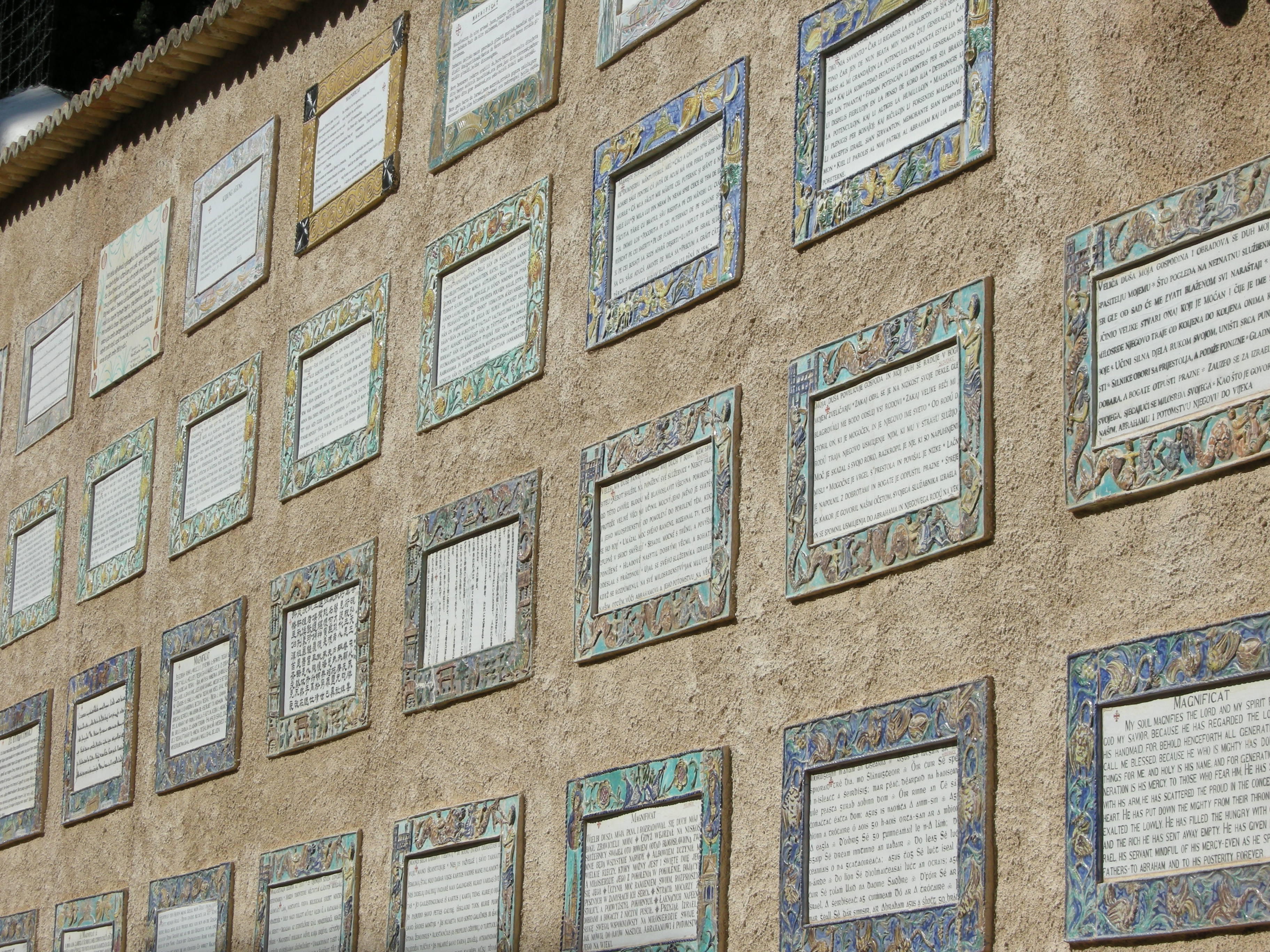
墙壁上不同语言的谢主曲
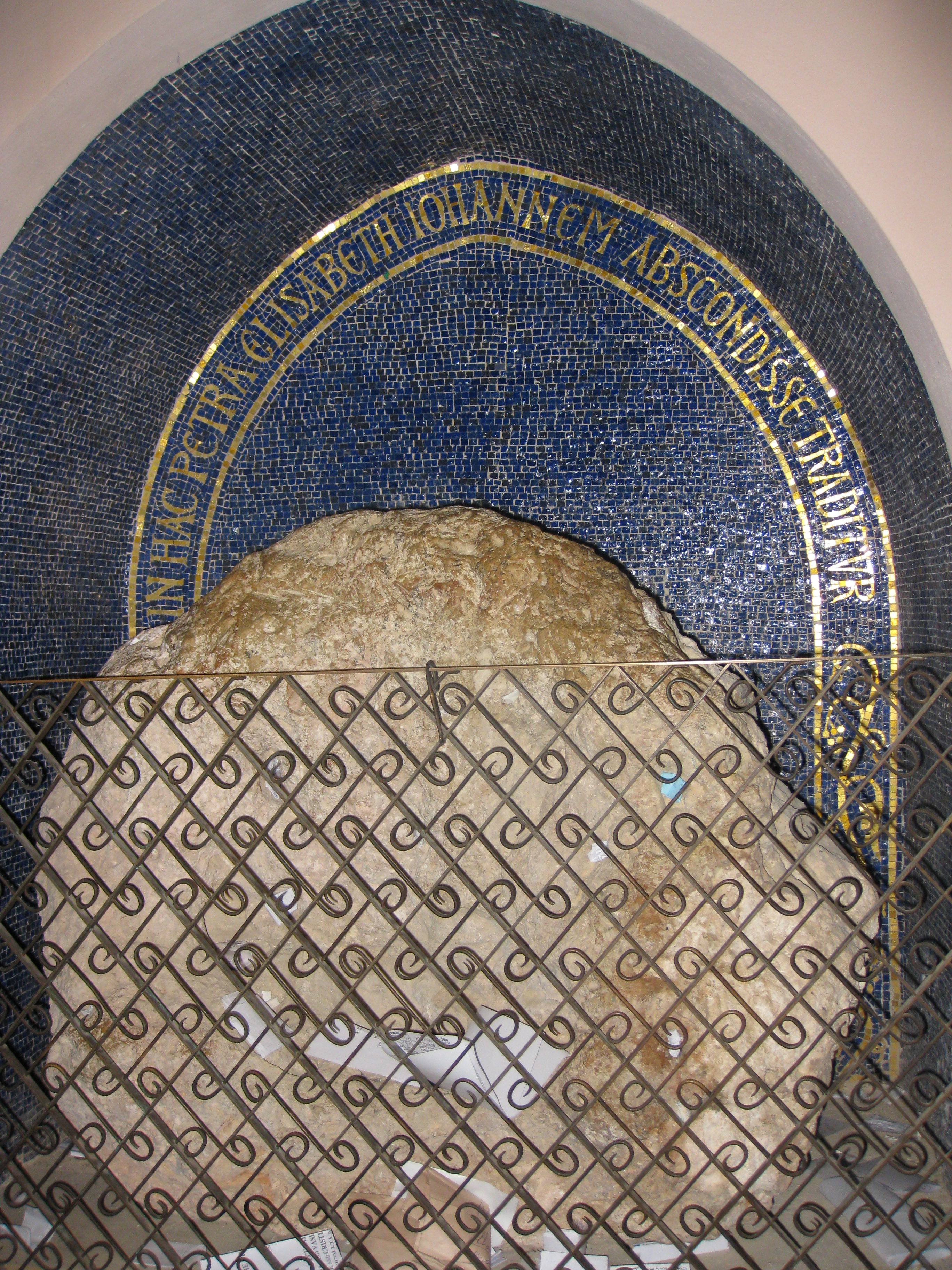
匝加利亚和伊撒伯爾藏身的岩石